# Pommereuil

Le Pommereuil este o comună în departamentul Nord, Franța. În 1 ianuarie 2022 avea o populație de 779 de locuitori.